# Бесплатная забастовка
Бесплатная забастовка (англ. Fare strike) — прямое действие людей, намеренно уклоняющихся от оплаты проезда в общественном транспорте в знак протеста. В ряде случаев сотрудники транспортных компаний, выражая протест против повышения стоимости проезда, не принимают оплату, нанося тем самым финансовый урон своим работодателям. Также они могут прибегать к бесплатной забастовке в знак солидарности с водителями.

## История

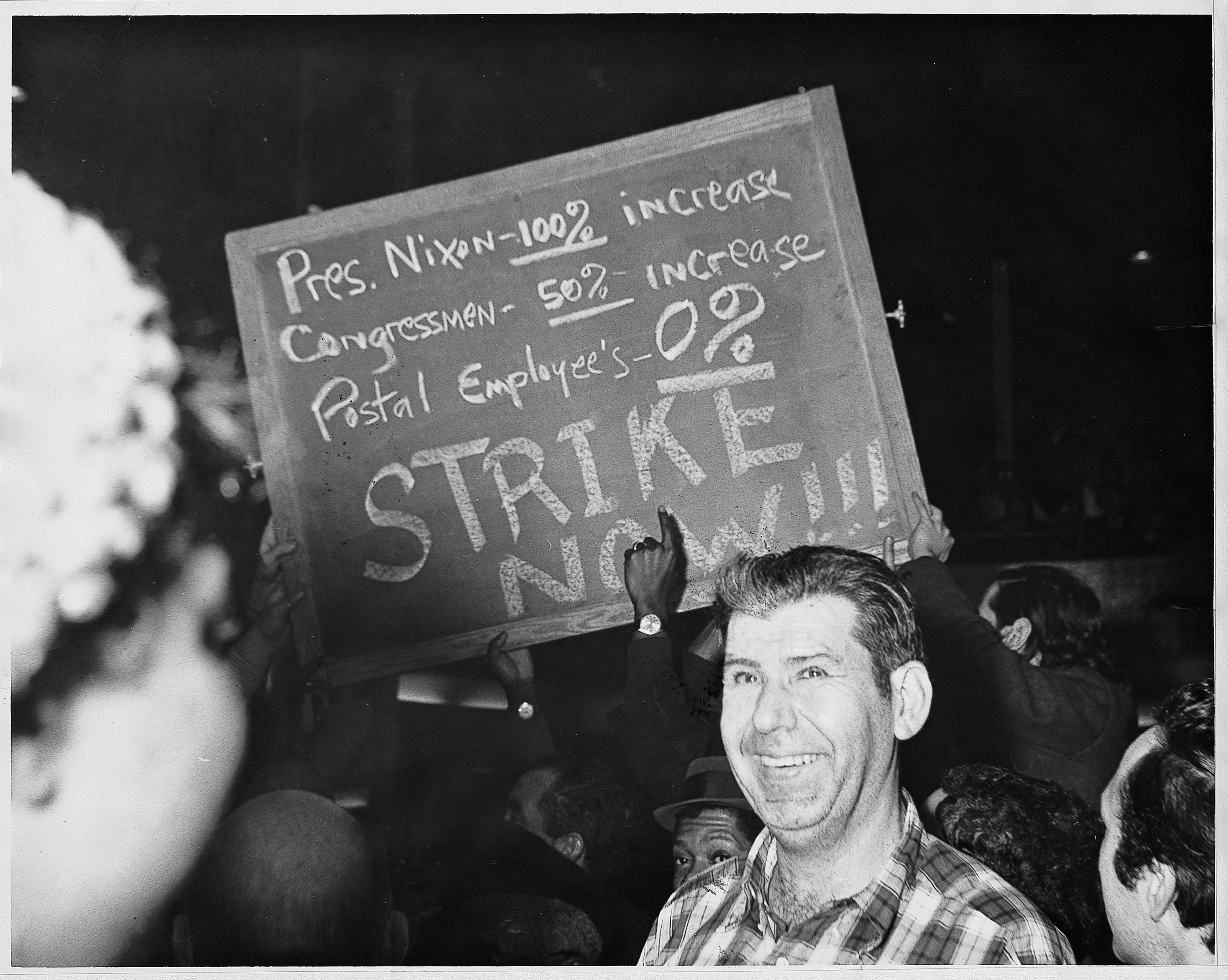
Почтовая забастовка 1970 года в США

Первое историческое упоминание о бесплатной забастовке встречается в США, когда в 1944 году в Кливленде (штат Огайо) трамвайные работники пригрозили отказаться от сбора оплаты за проезд, чтобы получить повышение зарплаты. В итоге, городской совет повысил зарплаты ещё до начала забастовки. Затем такого рода «социальные забастовки» по части отказа взимать работниками плату за проезд, продолжая осуществлять перевозки, произошли во Франции и в некоторых странах Латинской Америки.
В 1969 году производство Фиата из Мирафьори (Италия) перенесли в Турин. Работники в знак протеста отказались платить за проезд на трамваях и автобусах, требовали в магазинах снижения цен, показывая свои заводские пропуска. Некоторые работники сидели дома и отказывались оплачивать коммунальные услуги. Такие забастовки распространялись по всей Италии вплоть до конца 1970-х годов.
Другой тип социальной забастовки произошёл в 1970 году во время почтовой забастовки в США, когда почтальоны обещали доставлять письма бесплатно. В 2004 году, как и в 1944 году в Кливленде, в Чикаго члены Midwest Unrest организовали бесплатную забастовку, что вынудило Chicago Transit Authority не поднимать оплату за проезд. В 2005 году не менее 5000 водителей приняли участие в первой бесплатной забастовке в Ванкувере, Британская Колумбия, Канада.
В Великобритании состоялись бесплатные забастовки в январе 2007 и январе 2008 годов.
В Нью-Йорке 28 марта 2012 года на акции «Захвати Уолл-стрит» активисты зафиксировали турникеты и ворота открытыми в знак протеста против «эскалации услуг обслуживания, повышения цен на проезд, расистских полицейских, ухудшения условий труда работников общественного транспорта, сверхбогатых, которые меняют систему в угоду себе».
В Бельгии полицейские однажды решили привлечь внимание властей к низкому уровню оснащения техническим оборудованием дорожно-патрульных служб. Нарушителям правил дорожного движения, чьи действия расценивались как не представляющие угрозы другим участникам движения, инспектора прощали штрафы и ограничивались выговором.
В мае 2018 года водители автобусов из японского города Окаяма, требуя повышения заработной платы, устроили бесплатную забастовку. На турникеты и другие устройства контроля водители вешали белое полотенце, чтобы стоящим на остановках было проще их распознать. Водители показали своими действиями, что конфликтуют со своим руководством, а не с пассажирами.